# Happening Here

Happening Here est une chanson japonaise, écrite en 1995 par Tetsuya Komuro pour le groupe trf qui la sort en single physique (couplée à un autre titre), puis reprise en 2011 par Ayumi Hamasaki en single digital.

## Single de trf
Happening Here / teens est un single "double-face A" du groupe trf, sorti le 11 décembre 1995 sur le label avex trax ; il atteint la 3e place du classement des ventes de l'oricon. Il contient deux chansons principales et leurs versions instrumentales. Les deux chansons figurent sur l'album BRAND NEW TOMORROW qui sort le même jour, mais la chanson Happening Here a été remaniée pour le single.
| 1. | Happening Here [More dAnce]   | Tetsuya Komuro, Takahiro Maeda / Komuro |  |
| 2. | teens                         | Takahiro Maeda / Komuro, Cozy Kubo      |  |
| 3. | Happening Here [Instrumental] | (instrumental) / Komuro                 |  |
| 4. | teens [Instrumental]          | (instrumental) / Komuro, Cozy Kubo      |  |

## Single de Ayumi Hamasaki
Singles de Ayumi Hamasaki
L
(2011) How Beautiful You Are
(2012)
Happening Here est un single digital de Ayumi Hamasaki, sorti uniquement en téléchargement le 21 décembre 2011. C'est une reprise de la chanson du groupe trf sortie en single en 1995. Cette version apparaitra lors du concert Ayumi Hamasaki Countdown Live 2011-2012 A ~Hotel Love Songs~ présent en DVD dans l'album Party Queen de mars 2012. Elle figurera finalement sur la compilation A Summer Best qui sort en août suivant.
| 1. | Happening Here | Komuro, Takahiro Maeda / Komuro | 4:41 |